# Maxim Osipov
Maxim Alexandrovič Osipov (rusky Максим Александрович О́сипов, narozen 4. října 1963 Moskva) je ruský spisovatel a kardiolog. Jeho povídky a eseje získaly řadu ocenění a jeho dramata byla uvedena v ruských divadlech a vysílána v rozhlase.

## Život
Osipov se narodil v Moskvě a lékařské vzdělání získal na Ruské státní lékařské univerzitě. Na začátku 90. let působil jako stipendista na Kalifornské univerzitě v San Franciscu. Po návratu do Moskvy oůsobil jako lékař, byl spoluautorem učebnice klinické kardiologie a založil nakladatelství Practica, které se specializovalo na lékařské, hudební a teologické materiály. Poté, co se Osipov přestěhoval do Tarusy, města asi 100 kilometrů od Moskvy, začal pracovat v tamní nemocnici. Založil charitativní nadaci, aby zajistil financování nemocnice a zlepšil úroveň péče.
V březnu 2022 byl Osipov jedním z signatářů výzvy rusky mluvících spisovatelů adresované všem rusky mluvícím lidem s cílem šířit pravdu o válce na Ukrajině v Rusku. V polovině května 2022 publikoval v časopise The Atlantic článek, ve kterém popisuje, jak se po začátku války rozhodl opustit Rusko a odjet přes Arménii do Německa.

## Dílo
Osipov literárně debutoval v roce 2007 v časopise Znamja lyrickou esejí o svých zážitcích v Taruse. Jeho díla byla publikována v šesti svazcích povídek a esejů. Za svou literární tvorbu byl v Rusku oceněn mimo jiné Kazakovovou cenou, Buninovou cenou a Belkinovou cenou. Psal také dramata, která uvedlo několik ruských divadel. Osipovova díla byla přeložena do 18 jazyků. V létě 2018 ho deník Neue Zürcher Zeitung popsal jako „novou hvězdu současné ruské literatury“. Nositelka Nobelovy ceny za literaturu Světlana Alexijevičová o jeho povídkách řekla: „Miluji prózu Maxima Osipova. (...) Jeho povídky jsou přesné, nemilosrdné diagnózy ruského života.“